# Svarthuvad bulbyl
Svarthuvad bulbyl (Microtarsus melanocephalos) är en fågel i familjen bulbyler inom ordningen tättingar.

## Utseende och läten
Svarthuvad bulbyl är en liten (16–18 cm), aktiv och färgglad bulbyl med helsvart, blågrönglänsande huvud. Diagnostiskt är även gul stjärtspets med ett mörkt band innanför. Fjäderdräkten i övrigt är mörkt olivgrön ovan med gulgröna vingfläckar och enhetligt gul undersida. En mer grågul form förekommer också. Ögonirisen är ljusblå och huvudet saknar olikt ett antal andra bulbylarter tofs. Bland lätena hörs sorgsamt visslande "whiwhi... tyee" och metalliska chirp.

## Utbredning och systematik
Svarthuvad bulbyl delas in i fyra underarter med följande utbredning:
- Brachypodius melanocephalos – förekommer från nordöstra Indien genom Sydöstra Asien till Stora Sundaöarna (utom Simeulue) och västra Filippinerna
- Brachypodius melanocephalos hyperemnus – förekommer Simeulue utanför västra Sumatra
- Brachypodius melanocephalos baweanus – förekommer på Bawean (Javasjön)
- Brachypodius melanocephalos hodiernus – förekommer på Maratuaöarna (Sulawesisjön)

Svarthuvad bulbyl hade tidigare det vetenskapliga artnamnet atriceps, men melanocephalos har visat sig ha prioritet. Tidigare behandlades andamanbulbylen (Microtarsus fuscoflavescens) som en underart till svarthuvad bulbyl. 

### Släktestillhörighet
Arten placerades tidigare i släktet Pycnonotus. DNA-studier visar att Pycnonotus dock är parafyletiskt visavi Spizixos, varför flera taxonomiska auktoriteter numera delar upp det i flera mindre släkten. 

## Status och hot
Arten har ett stort utbredningsområde och en stor population med stabil utveckling och tros inte vara utsatt för något substantiellt hot. Utifrån dessa kriterier kategoriserar internationella naturvårdsunionen IUCN arten som livskraftig (LC).